# جنگ ستارگان: قانون شکنان
قانون شکنان جنگ ستارگان (به انگلیسی: Star Wars Outlaws) یک بازی اکشن-ماجراجویی در دنیای جنگ‌های ستاره‌ای است که توسط مسیو انترتینمنت توسعه یافته و توسط یوبی‌سافت تحت مجوز لوکاس فیلم گیمز منتشر شده است. بازی در دوره بین امپراتوری ضربه می‌زند و بازگشت جدای اتفاق می‌افتد و در سال ۲۰۲۴ منتشر شد.

## گیم پلی
جنگ ستارگان قانون شکنان یک بازی تک نفره و سوم شخص اکشن-ماجراجویی است که در دنیای جنگ ستارگان جریان دارد. این بازی در یک جهان باز روایت می‌شود، این بازی دارای مبارزات مخفیانه، نبرد وسایل نقلیه و نبرد فضایی خواهد بود. بازی در بین امپراتوری ضربه می‌زند و بازگشت جدای جریان دارد و بازیکن کنترل یک شرور یاغی به نام کی‌وس (با بازی هامبرلی گونزالس) و همراهش نیکس (با بازی دی بردلی بیکر) را در دست می‌گیرد.